# Campionati sudamericani femminili di cricket T20
I Campionati sudamericani femminili di cricket T20  (ufficialmente Campeonato Sudamericano de Críquet) sono una competizione continentale a nazioni che assegna il titolo di squadra campione sudamericano di cricket nel format T20.

## Edizioni
| Edizione      | Edizione      | Podio     | Podio     | Podio         |
| Anno          | Organizzatore | Campione  | Seconda   | Terza         |
| ------------- | ------------- | --------- | --------- | ------------- |
| 2018 Dettagli | Colombia      | Brasile   | Cile      | Perù          |
| 2019 Dettagli | Perù          | Brasile   | Argentina | Cile          |
| 2022 Dettagli | Brasile       | Brasile   | Argentina | Perù          |
| 2023 Dettagli | Argentina     | Argentina | Cile      | Non assegnato |
| 2024 Dettagli | Brasile       | Brasile   | Argentina | Isole Cayman  |

## Medagliere
| Posiz. | Nazione      | Oro | Argento | Bronzo | Totale |
| ------ | ------------ | --- | ------- | ------ | ------ |
| 1      | Brasile      | 3   | 0       | 0      | 3      |
| 2      | Argentina    | 1   | 2       | 0      | 3      |
| 3      | Cile         | 0   | 2       | 1      | 3      |
| 4      | Perù         | 0   | 0       | 2      | 2      |
| 5      | Isole Cayman | 0   | 0       | 1      | 1      |
| Totale | Totale       | 5   | 5       | 4      | 14     |